# Taxithelium damanhurianum
Taxithelium damanhurianum là một loài rêu trong họ Sematophyllaceae. Loài này được Camara, P.E. mô tả khoa học đầu tiên năm 2009.